# Gastrolobium parviflorum
Gastrolobium parviflorum är en ärtväxtart som först beskrevs av George Bentham, och fick sitt nu gällande namn av Michael Douglas Crisp. Gastrolobium parviflorum ingår i släktet Gastrolobium och familjen ärtväxter. Inga underarter finns listade i Catalogue of Life.